# Jozef De Ley
Pour les articles homonymes, voir Ley (homonymie).
Jozef Huibrecht De Ley, né le 4 décembre 1879 à Anvers et décédé le 12 décembre 1945 à Malines fut un homme politique belge catholique. 
Il fut administrateur d'œuvres sociales.

## Mandats
- Conseiller communal de Malines : 1932
- échevin de Malines : 1944-1945
- Sénateur de l'arrondissement Malines-Turnhout : 1925-1929

## Sources
- Bio sur ODIS